# Музей Изабеллы Стюарт Гарднер
Музе́й Изабе́ллы Стю́арт Га́рднер (англ. Isabella Stewart Gardner Museum; сокр. ISGM) — частная художественная галерея, расположенная в стилизованном под венецианское палаццо здании в Бостоне.

## История
Галерея учреждена в 1903 году филантропом Изабеллой Стюарт Гарднер (1840—1924), которая при содействии Бернарда Беренсона собрала 2500 предметов европейского искусства, среди которых такие шедевры, как «Похищение Европы» Тициана и «Алтарь семейства Колонна» кисти Рафаэля. Весьма полно были представлены в её собрании американские художники рубежа веков — Джон Сингер Сарджент и Джеймс Уистлер.
Гарднер завещала, чтобы собрание после её смерти оставалось в неизменном виде, однако, в связи с пожертвованиями частных лиц, к началу XXI века назрела необходимость в строительстве второго музейного здания. К реализации этого проекта был привлечён итальянский архитектор Ренцо Пиано.
Одним из наиболее ценных экспонатов считается фрагмент автографа струнного секстета Петра Чайковского «Воспоминание о Флоренции». В настоящее время он экспонируется в «Жёлтой комнате» Музея Изабеллы Стюарт Гарднер. Автограф представляет собой заполненный с обеих страниц нотный лист и кроме нот содержит текстовую надпись о необходимости повтора 94 тактов произведения.

## Ограбление

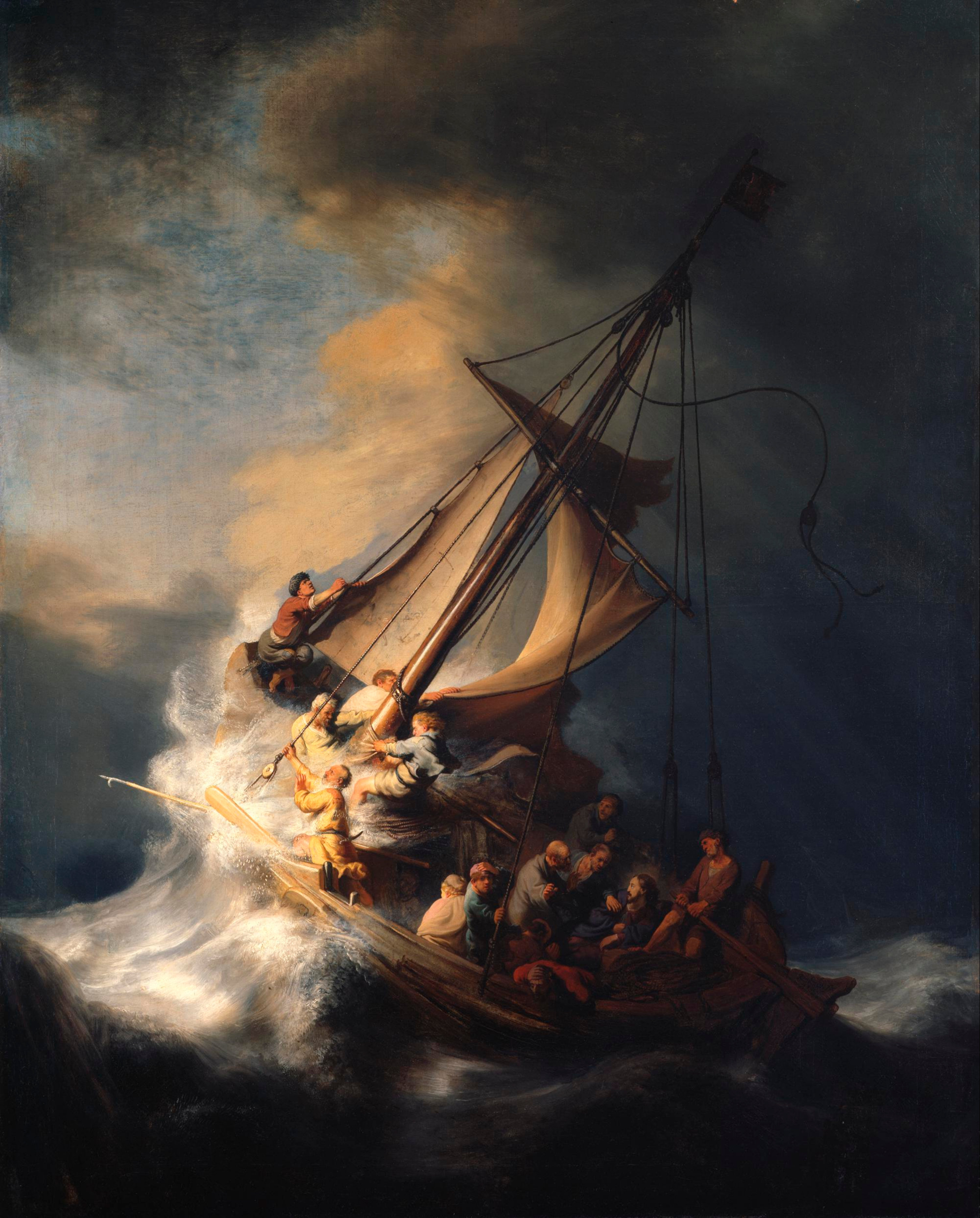
Единственный морской пейзаж Рембрандта

18 марта 1990 года в музей проникли грабители, переодетые в полицейскую форму. Обезвредив двух охранников они вынесли с собой тринадцать экспонатов, включая «Концерт» Яна Вермеера, три полотна Рембрандта (в том числе его единственный морской пейзаж), а также картины Эдуарда Мане, Эдгара Дега и Говарта Флинка. Покидая музей, преступники стёрли записи видеокамер, чтобы их не смогли опознать. Это было самое крупное ограбление музея в истории США.
Делом по ограблению музея Гарднер занимались лучшие сотрудники ФБР. По краже картин отрабатывались многочисленные версии, включая «теории заговора» о причастности к ограблению секретных агентов Ватикана, боевиков из Ирландской республиканской армии, шейхов с Ближнего Востока, миллиардеров из Америки или колумбийских наркобаронов. За многие годы расследования сотрудникам ФБР приходилось иметь дело как с разными подозреваемыми, так и с десятками посредников, выступавших от имени людей, якобы обладавших ценной информацией о похитителях.
ФБР искало картины не только в Америке, но и за рубежом. Однако за четверть века ни похитители, ни украденное так и не были обнаружены. На месте похищенных картин в музее до сих пор висят пустые рамы.
В момент кражи ФБР оценило стоимость 13 украденных произведений в 200 миллионов долларов, однако к 2000 году сумма была пересмотрена и увеличена до 500 миллионов долларов. Ряд экспертов считают, что эта оценка значительно занижена, и реальная стоимость картин может достигать одного миллиарда долларов.